# عبد الله باعبود
عبد الله بن عمر بن أبو بكر باعبود، حكم كرة قدم عماني ظفاري دولي سابق.
و قد حكم في كأس الخليج 1994، وقد أدار مباراة منتخب الكويت لكرة القدم ومنتخب قطر لكرة القدم في 7 نوفمبر 1994، وقد حكم في كأس الخليج 1996، وقد أدار مباراة منتخب الإمارات لكرة القدم ومنتخب البحرين لكرة القدم في 18 أكتوبر 1996.